# The Haunted Bride
The Haunted Bride è un cortometraggio muto del 1913 diretto da Phillips Smalley e Lois Weber.

## Trama
Lydia, figlia di genitori benestanti, è amata dal suo precettore. Non frequentando altri uomini, la ragazza è attratta da lui. Quando però conosce Sterling Paul, figlio di un vecchio amico di famiglia, i due giovani si innamorano a prima vista. Il precettore, disperato, minaccia di uccidersi e lei, scossa da questa minaccia, acconsente a un matrimonio affrettato che la porterà via da casa. Mentre la sposa sta per andarsene con il marito, il precettore convince la cameriera a permettergli di consegnare lui il bouquet nuziale. All'interno, Lydia trova un biglietto dov'è scritto che il precettore si è suicidato e che il suo ricordo la perseguiterà per sempre. Superstiziosa e nervosa, Lydia comincia ad avere delle visioni di lui che sta per uccidersi. È talmente ossessionata, che ne risente persino la sua salute, preoccupando non poco il marito che alla fine decide di riportarla nella sua vecchia casa dove spera che i ricordi felici degli anni passati possano aiutarla a riacquistare le forze. A casa, Lydia vede con sollievo il precettore, vivo, insieme alla cameriera: l'uomo, sul punto di suicidarsi, era stato salvato dalla ragazza che, gradualmente, era riuscita a distoglierlo dai suoi cupi propositi facendolo innamorare di sé.

## Produzione
Il film, prodotto dalla Rex Motion Picture Company.

## Distribuzione
Distribuito dalla Universal Film Manufacturing Company, il film - un cortometraggio in una bobina - uscì nelle sale cinematografiche statunitensi il 9 novembre 1913.